# José Casas García
José Casas García (Avilés, 21 de març de 1945) va ser un ciclista asturià, que fou professional entre 1969 i 1977. Del seu palamarès destaquen dues victòries d'etapa a la Setmana Catalana i a la Vuelta a los Valles Mineros.

## Palmarès
- 1970
  - 1r al Cinturó a Mallorca i vencedor d'una etapa
  - 1r al Gran Premi de la vila de Vigo
  - 3r a la Volta a Navarra
- 1974
  - Vencedor d'una etapa a la Setmana Catalana
  - Vencedor d'una etapa a la Vuelta a los Valles Mineros
- 1975
  - Vencedor d'una etapa de la Volta a Cantàbria
  - Vencedor d'una etapa de la Volta a Astúries

### Resultats a la Volta a Espanya
- 1973. 42è de la classificació general.
- 1974. 33è de la classificació general.

### Resultats al Tour de França
- 1971. Abandona (15a etapa)
- 1975. 36è de la classificació general
- 1976. Abandona (13a etapa)